# 尾関裕司
尾関裕司（おぜき ゆうじ）は、日本のシンガーソングライター・作曲家・音楽プロデューサー。

## 来歴
オハイオ州ノースハイスクール卒業。1975年、シンガーソングライターとしてデビュー。1977年、パルに初代リード・ボーカルとして参加。1978年に脱退。1979年、弟の尾関昌也とデュオグループeyes（アイズ）を結成。解散後は作曲家兼音楽プロデューサーとして活動した。

## シングル
- 街灯り - 1975年。作詞：中野良一（外道）、作曲：おぜきゆうじ、編曲：松井忠重
- 夢だから - 1976年。作詞：中野良一、作曲：おぜきゆうじ
- さよならはにわか雨 - 1976年。作詞：岡田冨美子、作曲：おぜきゆうじ

## アルバム
- 飛び行く鳥
- just like yesterday

## 作曲
- アグネス・チャン「24時間のララバイ」
- 生田悦子「大阪しのび雨」
- NHK『おかあさんといっしょ』　「あっちっちのフライパン」
- 河合奈保子「木枯らしの乙女たち」
- 小森まなみ「日曜まで待てない」
- シブがき隊「恋人達のBlvd.」
- 原田知世「イニシャルを探して」
- 横山智佐「センチなモナリザ」「朝までガンバって!」
- 太田貴子「ハートのSEASON」「ガールズ・トーク」
- 成清加奈子「おしゃれフリーク」
- 水野きみこ「私のモナミ」